# Hypatia: A Journal of Feminist Philosophy
Pour les articles homonymes, voir Hypatie (homonymie).
Hypatia: A Journal of Feminist Philosophy est une revue académique examinée par des pairs publiée trimestriellement par Wiley-Blackwell, qui couvre la philosophie féministe. La rédactrice en chef est Sally Scholz (Université Villanova). Les critiques de livres sont publiés en ligne sur Hypatia Reviews Online. Shelley Wilcox (San Francisco State University) est l'éditeur de critique de livres.
Hypatia tire ses origines de la société pour les femmes en philosophie. Sa rédactrice en chef fondatrice est Azizah Y. al-Hibri en 1982. La revue est publiée indépendamment du Women's Studies International Forum à partir de 1986. La revue est nommée d'après Hypatie d'Alexandrie, une ancienne philosophe grecque, qui a enseigné dans les domaines des mathématiques, de l'astronomie et de l'astrologie.
Selon le Journal Citation Reports, le journal a un facteur d'impact de 0,446 en 2014, le classant 29e sur 41 revues dans la catégorie « études féminines ».

## Gouvernance
En octobre 2019, le conseil d'administration était composé de Linda Martín Alcoff, Helen Longino, Jacqueline Scott, Ann Garry (en), Nancy Tuana et Talia Mae Bettcher. En outre, la revue a un conseil consultatif international de 15 membres et un conseil de 11 rédacteurs associés. Au lieu d'une rédactrice en chef, quatre co-editrices ont été nommées, Bonnie J. Mann , Erin McKenna, Camisha Russell et Rocío Zambrana, et une rédactrice en chef, Sarah LaChance Adams. Les rédactrices en chef précédentes étaient : 
- Azizah al-Hibri (1982–1984)
- Margaret Simons (1984–1990)
- Linda López McAlister (1990–1998), avec Cheryl Hall and Joanne Waugh (1995–1998)
- Laurie J. Shrage et Nancy Tuana (1998–2003)
- Hilde Lindemann (2003–2008)
- Lori Gruen (2008–2010) et Alison Wylie (2008–2013)
- Linda Martín Alcoff et Ann Cudd (2010–2013)
- Sally Scholz (2013–2017)
- Ann Garry (rédactrice par intérim, 2018–2019)